# Balkanabat
Balkanabat (Балканабат, بلخان آباد), tên cũ là Nebit Dag, là một thành phố ở phía tây Turkmenistan, thủ phủ tỉnh Balkan. 
Thành phố nằm trên khu vực có độ cao 17 mét, cách 400 km từ thủ đô Ashgabat. Đến thời điểm năm 2006, thành phố có dân số ước tính 87.822 người. Balkanabat nằm dưới chân của dãy núi Daglary Balkan. Balkanabat cách khoảng bốn giờ đi xe taxi về phía tây Ashgabat và hai giờ đi xe taxi về phía đông của thành phố cảng Turkmenbashi.

## Khí hậu
Balkanabat có khí hậu sa mạc lạnh (BWk) theo phân loại khí hậu Köppen.
| Dữ liệu khí hậu của Balkanabat           | Dữ liệu khí hậu của Balkanabat | Dữ liệu khí hậu của Balkanabat | Dữ liệu khí hậu của Balkanabat | Dữ liệu khí hậu của Balkanabat | Dữ liệu khí hậu của Balkanabat | Dữ liệu khí hậu của Balkanabat | Dữ liệu khí hậu của Balkanabat | Dữ liệu khí hậu của Balkanabat | Dữ liệu khí hậu của Balkanabat | Dữ liệu khí hậu của Balkanabat | Dữ liệu khí hậu của Balkanabat | Dữ liệu khí hậu của Balkanabat | Dữ liệu khí hậu của Balkanabat |
| Tháng                                    | 1                              | 2                              | 3                              | 4                              | 5                              | 6                              | 7                              | 8                              | 9                              | 10                             | 11                             | 12                             | Năm                            |
| ---------------------------------------- | ------------------------------ | ------------------------------ | ------------------------------ | ------------------------------ | ------------------------------ | ------------------------------ | ------------------------------ | ------------------------------ | ------------------------------ | ------------------------------ | ------------------------------ | ------------------------------ | ------------------------------ |
| Trung bình ngày tối đa °C (°F)           | 7.9 (46.2)                     | 10.0 (50.0)                    | 15.8 (60.4)                    | 23.7 (74.7)                    | 30.3 (86.5)                    | 35.4 (95.7)                    | 38.1 (100.6)                   | 37.2 (99.0)                    | 31.9 (89.4)                    | 23.2 (73.8)                    | 16.4 (61.5)                    | 9.9 (49.8)                     | 23.3 (73.9)                    |
| Trung bình ngày °C (°F)                  | 3.2 (37.8)                     | 4.6 (40.3)                     | 10.0 (50.0)                    | 17.3 (63.1)                    | 23.6 (74.5)                    | 28.8 (83.8)                    | 31.5 (88.7)                    | 31.1 (88.0)                    | 25.9 (78.6)                    | 17.5 (63.5)                    | 11.1 (52.0)                    | 5.5 (41.9)                     | 17.5 (63.5)                    |
| Tối thiểu trung bình ngày °C (°F)        | −0.6 (30.9)                    | 0.4 (32.7)                     | 5.4 (41.7)                     | 11.9 (53.4)                    | 17.8 (64.0)                    | 22.5 (72.5)                    | 25.7 (78.3)                    | 25.5 (77.9)                    | 19.7 (67.5)                    | 12.2 (54.0)                    | 6.8 (44.2)                     | 1.9 (35.4)                     | 12.4 (54.3)                    |
| Lượng Giáng thủy trung bình mm (inches)  | 11 (0.4)                       | 14 (0.6)                       | 21 (0.8)                       | 19 (0.7)                       | 17 (0.7)                       | 5 (0.2)                        | 8 (0.3)                        | 2 (0.1)                        | 4 (0.2)                        | 12 (0.5)                       | 14 (0.6)                       | 16 (0.6)                       | 143 (5.6)                      |
| Số ngày giáng thủy trung bình (≥ 1.0 mm) | 6                              | 5                              | 7                              | 6                              | 4                              | 2                              | 2                              | 1                              | 2                              | 4                              | 5                              | 7                              | 51                             |
| Độ ẩm tương đối trung bình (%)           | 68                             | 63                             | 56                             | 50                             | 43                             | 38                             | 41                             | 34                             | 34                             | 46                             | 58                             | 70                             | 50                             |
| Nguồn: NOAA                              |                                |                                |                                |                                |                                |                                |                                |                                |                                |                                |                                |                                |                                |

## Thể thao
Thành phố có sân vận động Toplumy với sức chứa 10.000 chỗ ngồi. Đội chủ sân Toplumy là Nebitçi, hiện đang thi đấu ở giải bóng đá cao nhất Turkmenistan.

## Thành phố kết nghĩa
- Almetyevsk, Nga[5]